# Julian Holloway
Julian Holloway (Watlington, 24 giugno 1944 – Bournemouth, 17 febbraio 2025) è stato un attore britannico.

## Biografia
Era figlio dell'attore Stanley Holloway e della ballerina Violet Lane, nonché padre della modella Sophie Dahl, nata nel 1977 e avuta dalla scrittrice Tessa Dahl (figlia dello scrittore Roald Dahl).
Negli anni ottanta fu sposato per alcuni anni con l'attrice Zena Walker.

## Filmografia

### Cinema
- Tutti per uno (A Hard Day's Night), regia di Richard Lester (1964)
- Il cadavere in cantina (Nothing But the Best), regia di Clive Donner (1964)
- Prendeteci se potete (Catch Us If You Can), regia di John Boorman (1965)
- Non tutti ce l'hanno (The Knack ...and How to Get It), regia di Richard Lester (1965)
- I ribelli di Carnaby Street (The Jokers), regia di Michael Winner (1967)
- Terrore e terrore (Scream and Scream Again), regia di Gordon Hessler (1970)
- La figlia di Ryan (Ryan's Daughter), regia di David Lean (1970)
- Gli anni dell'avventura (Young Winston), regia di Richard Attenborough (1972)
- Taglio di diamanti (Rough Cut), regia di Don Siegel (1980)
- The Rum Diary - Cronache di una passione (The Rum Diary), regia di Bruce Robinson (2011)

### Televisione
- Ukridge (1968)
- Harriet's Back in Town (1972)
- Whatever Happened to the Likely Lads? (1973-1974)
- Gli infallibili tre (The New Avengers) - serie TV, episodio 1x10 (1976)
- Scarlatto e nero (The Scarlet and the Black), regia di Jerry London - miniserie TV (1983)
- Doctor Who (1989)
- The Chief (1990)
- Dan Dare: Pilot of the Future (2002)

## Doppiaggio
- James Bond Junior (James Bond Jr.) (1991)
- Where's Waldo? (1991)
- Father of the Pride (2004-2005)
- Star Wars: The Clone Wars (2010-2013, 2020)
- Regular Show (2011-2014)